# تورو ياسوتاكي
تورو ياسوتاكي (باليابانية: 安武 亨) (10 ديسمبر 1978 في فوكوكا في اليابان – )؛ هو لاعب كرة قدم ياباني سابق كان يلعب كمدافع.

## وصلات خارجية
- تورو ياسوتاكي على موقع رابطة كرة القدم اليابانية للمحترفين (اليابانية)
- تورو ياسوتاكي على موقع عالم كرة القدم.نت (الإنجليزية)